# Falaën
 Falaën [falaɛ̃] (en wallon Falayin) est une section de la commune belge d'Onhaye située en Région wallonne dans la province de Namur.
C'était une commune à part entière avant la fusion des communes de 1977.
Falaën fait partie de l'association qui regroupe les plus beaux villages de Wallonie.

## Géographie

### Situation
Falaën est un village du Condroz implanté sur un plateau dominant plusieurs vallées dont celle de la Molignée au nord et du Flavion à l'est. Le village, assez concentré, s'étend à la naissance d'un vallon. L'altitude à l'église est de 200 m. Le village reprend les quartiers de l'Ormont, les Bruyères et Chession.
La section de Falaën compte aussi plusieurs hameaux excentrés comme Foy situé sur le versant opposé de la Molignée, Falaën-Gare, la Forge et Marteau dans la vallée de la Molignée ainsi que Montaigle et les Hayettes chacun sur un versant du Flavion.

## Évolution démographique
- Source: DGS, 1831 à 1970=recensements population, 1976= habitants au 31 décembre

## Patrimoine et culture

### Patrimoine architectural

#### Village de Falaën
Le village a su conserver une belle homogénéité due à la présence de nombreuses fermes, fermettes et habitations construites en pierre calcaire le plus souvent au cours du XIXe siècle.
L'église Saint-Léger a été édifiée pendant la première moitié du XVIIIe siècle. La tour actuelle a été élevée en 1848.
Le château-ferme de Falaën, imposante demeure fortifiée, a été bâtie par la famille Polchet entre 1670 et 1673. Il est repris sur la liste du patrimoine immobilier classé d'Onhaye.
La ferme de la Bruyère se compose de plusieurs bâtiments construits au cours des XVIIIe et XIXe siècles. Elle est implantée sur les hauteurs sud du village.
La maison à volumes successifs située au no 15, Try des Bruyères, daterait du XVIIIe siècle et possède une tourelle ronde élevée à l'arrière des bâtiments.
L'ancienne brasserie sise au no 12 de la rue de la Gare perpendiculairement à la voirie date de 1850-1860. Côté rue, le dernier étage servait de séchoir à houblon.
L'ancienne forge, qui a cessé ses activités en 1960, se situe au no 28 de la rue de la Gare.
Le village possède cinq chapelles bâties en pierre calcaire :
- la chapelle dédiée à Notre-Dame du Sacré-Cœur, Saint-Joseph et Saint-Antoine de Padoue a été construite en 1896 et située rue de la Gare,
- la chapelle Sainte-Barbe est située à la sortie du village en direction de Falaën-Gare,
- la chapelle Notre-Dame de la Salette, de style néo-classique, date de 1873 et se trouve au carrefour de rue de Chession et de la rue du Grand Feu,
- la chapelle située entre deux arbres au carrefour de Try des Bruyères et de la rue du Grand Feu,
- la chapelle Notre-Dame de Sept Douleurs se trouve au carrefour de Try des Bruyères et de la rue du Château-ferme.

#### Hameaux
Les ruines du château de Montaigle sont reprises sur la liste du patrimoine immobilier classé d'Onhaye.
Le (nouveau) château de Montaigle date du milieu du XIXe siècle.
En plus du château Boël (1904 à 1910), le hameau de Marteau possède au no 3 une maisonnette en moellons chaulés et pierre de taille calcaire bâtie au XVIIIe siècle.

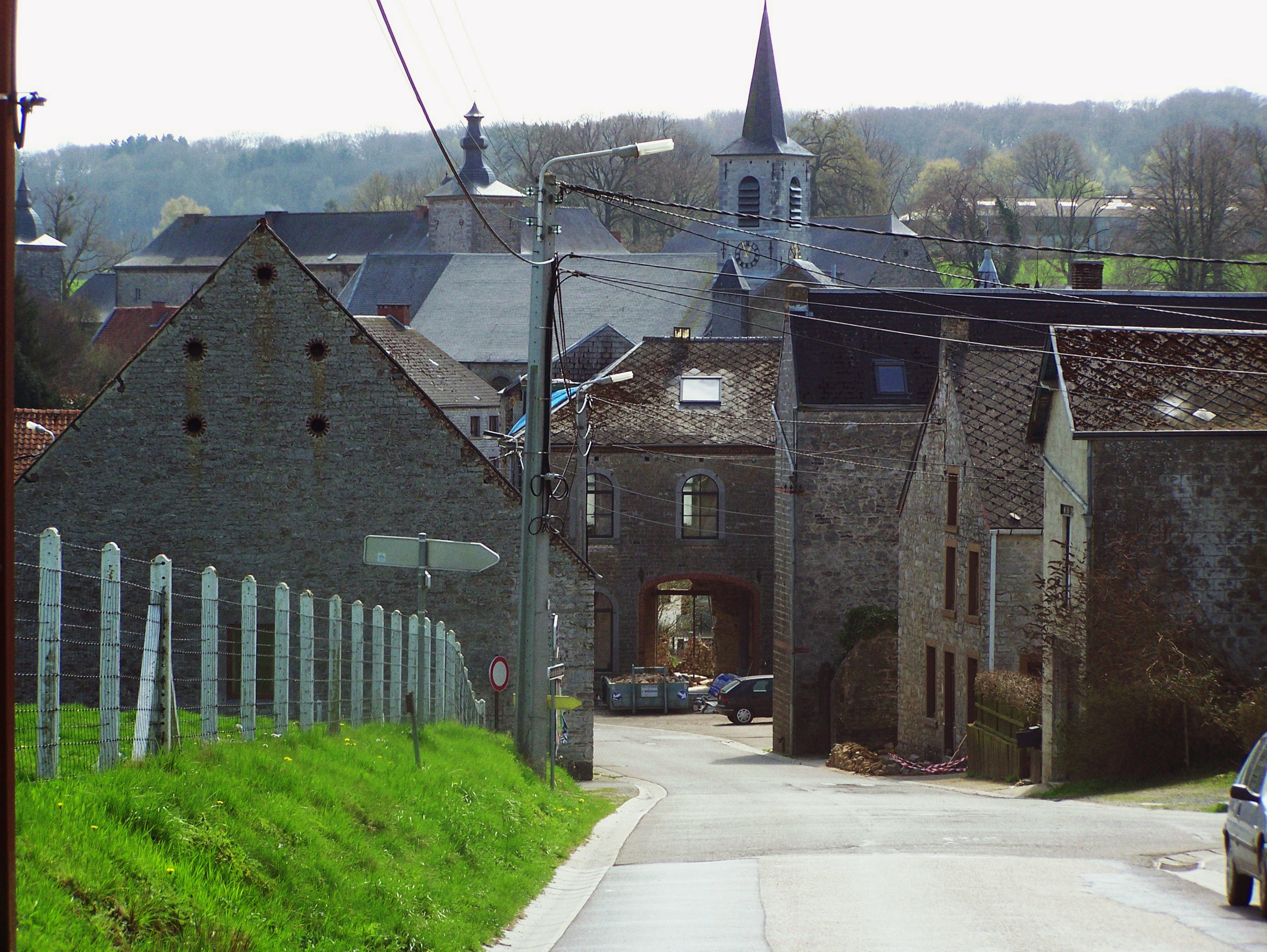
Vue du village.
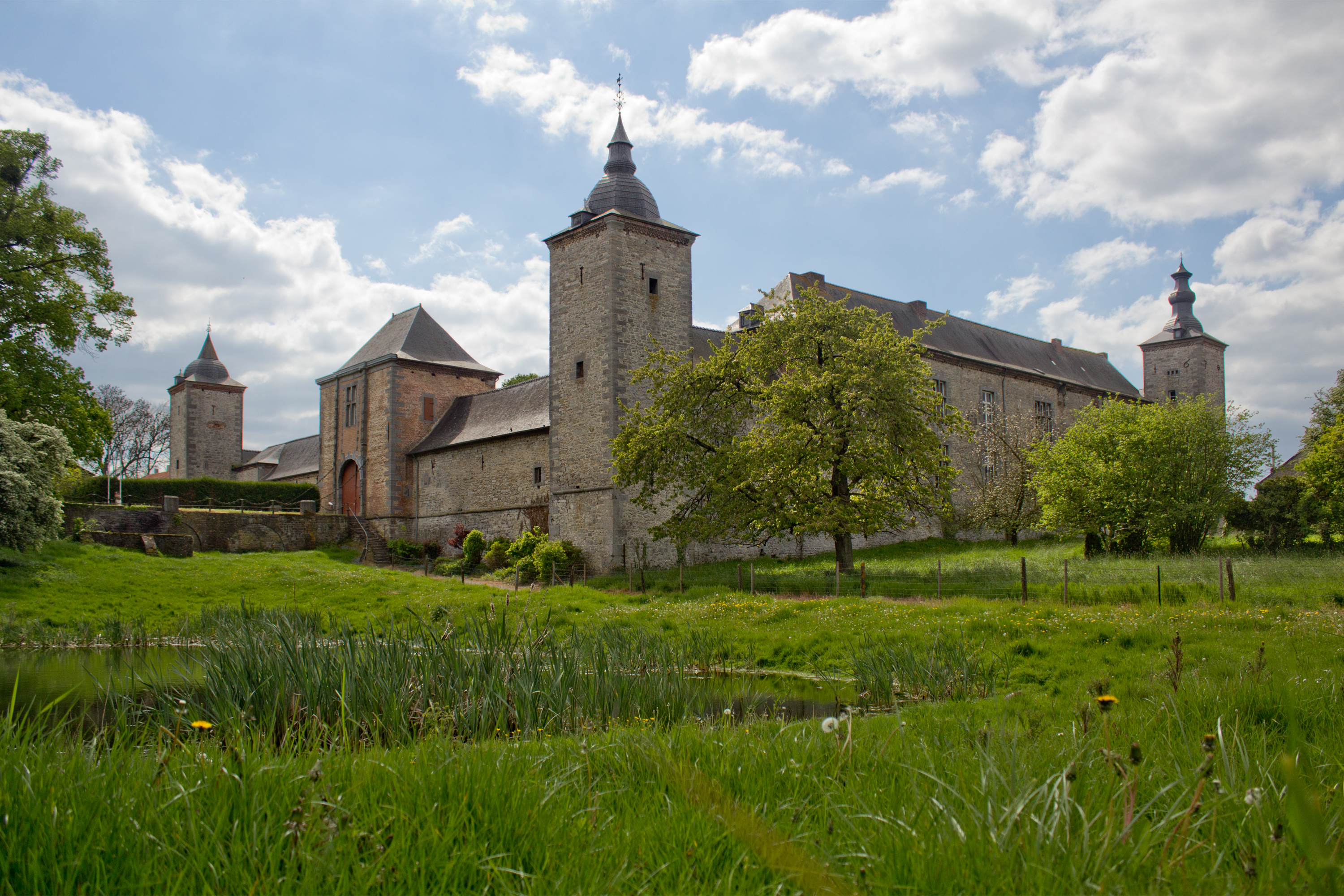
Le château-ferme de Falaën.
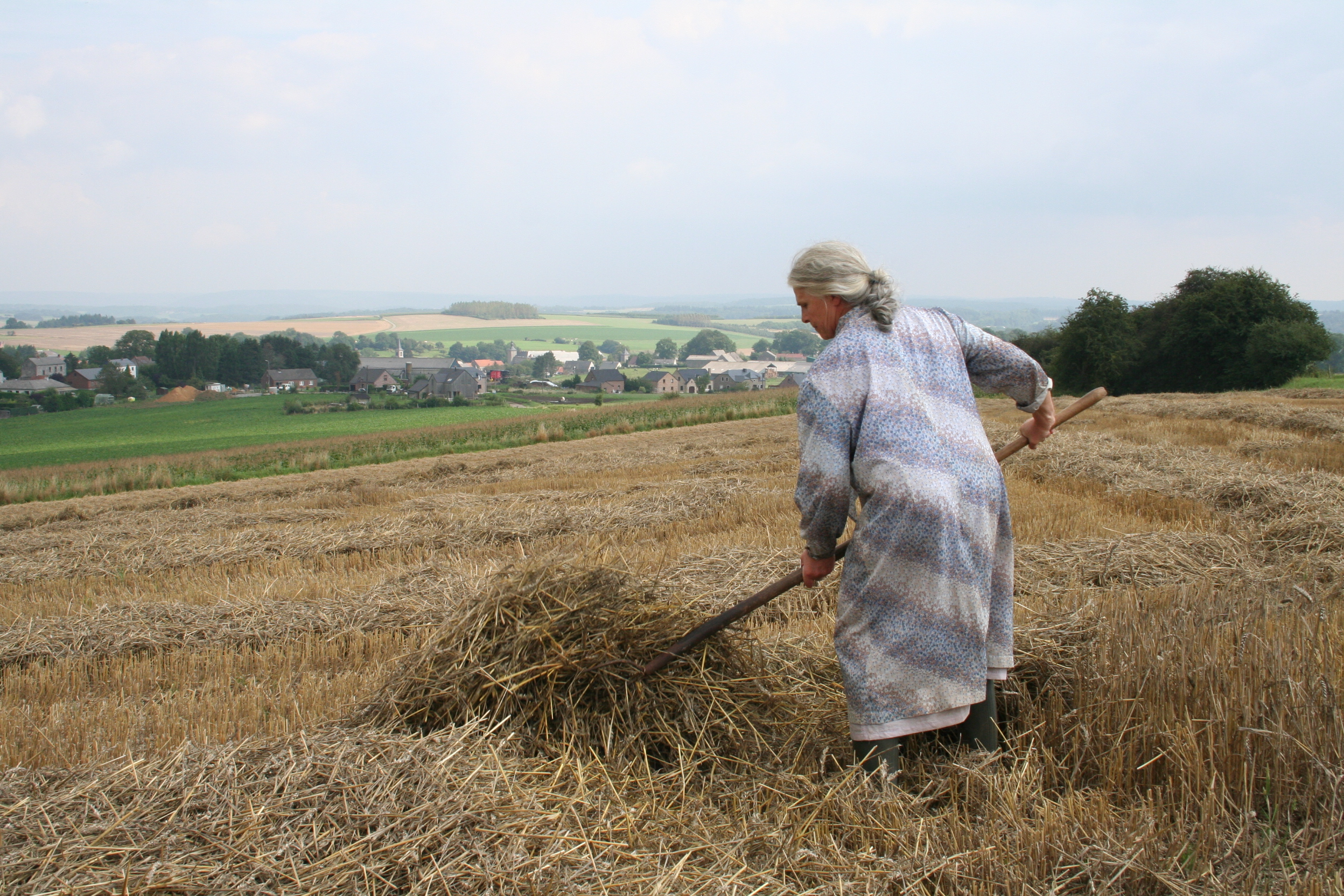
Le séchage de la paille.
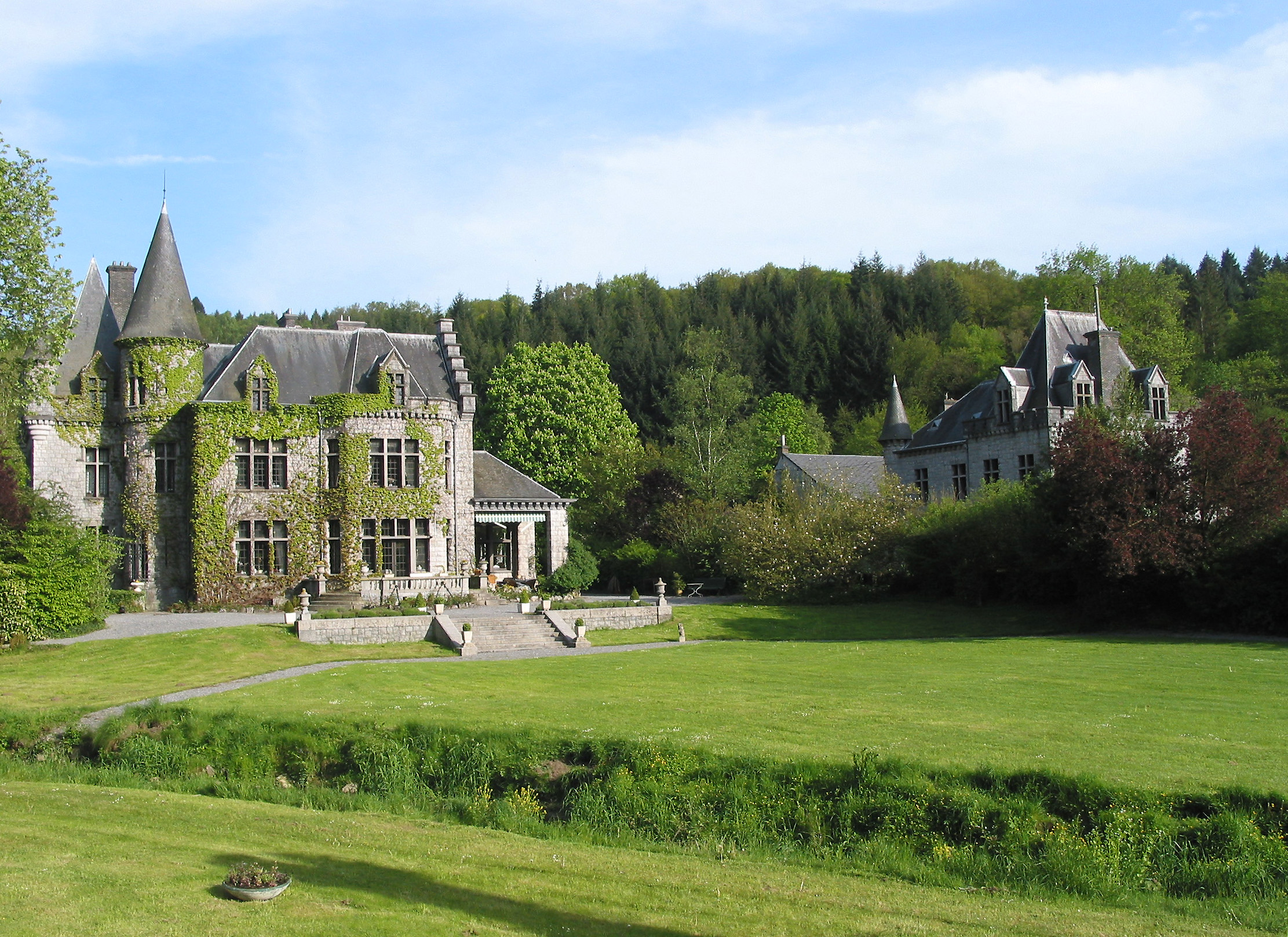
Le château Boël (1910).